# David Seymour (fotografo)
David Szymin, noto come David Seymour o con lo pseudonimo Chim, pronuncia scim, abbreviazione di Szymin (Varsavia, 20 novembre 1911 – El Qantara, 10 novembre 1956), è stato un fotografo e giornalista polacco, noto per i suoi reportage sull'infanzia e per conto dell'UNICEF, oltre ad essere il nonno del famoso informatico Ben Shneiderman.

## Biografia
Nacque a Varsavia da genitori ebrei  polacchi, Regina e Benjamin Szymin, e cominciò a interessarsi alla fotografia durante i suoi studi a Parigi. Iniziò a lavorare come giornalista freelance nel 1933.
I reportage di Chim della Guerra civile spagnola, Cecoslovacchia e altri eventi europei lo resero famoso. Era particolarmente apprezzato per i suoi ritratti, specialmente di bambini. Nel 1939 documentò il viaggio dei rifugiati spagnoli repubblicani verso il Messico e si trovava a New York quando scoppiò la Seconda guerra mondiale. Nel 1940 fu arruolato dall'esercito statunitense e inviato in Europa come fotoreporter durante la guerra. Divenne cittadino naturalizzato degli Stati Uniti nel 1942; nello stesso anno i genitori furono uccisi dai nazisti. Dopo la guerra ritornò in Europa per documentare le condizioni dei bambini rifugiati per conto dell'UNICEF, da poco fondato.

### Magnum Photos
Nel 1947, co-fondò la cooperativa di fotografi Magnum Photos, con Robert Capa e Henri Cartier-Bresson, con i quali aveva stretto amicizia a Parigi negli anni '30. La sua reputazione per le foto degli orfani di guerra crebbe fotografando celebrità di Hollywood come Sophia Loren, Kirk Douglas, Ingrid Bergman e Joan Collins.
Sua è la famosa foto del 1948 della bambina polacca sopravvissuta a un campo di concentramento nazista la quale, vedendosi chiesta di disegnare la sua "casa" natale, disegnò su una lavagna un grande scarabocchio.

### La morte
Dopo la morte di Capa nel 1954, Chim divenne il presidente della Magnum Photos. Rivestì la carica fino al 10 novembre 1956, quando fu ucciso (assieme al fotografo francese Jean Roy) sulla linea di cessate il fuoco israelo-egiziana durante la crisi di Suez. I due uomini furono colpiti dal fuoco delle mitragliatrici al posto di frontiera egiziana ad Al Qantarah.

Galleria
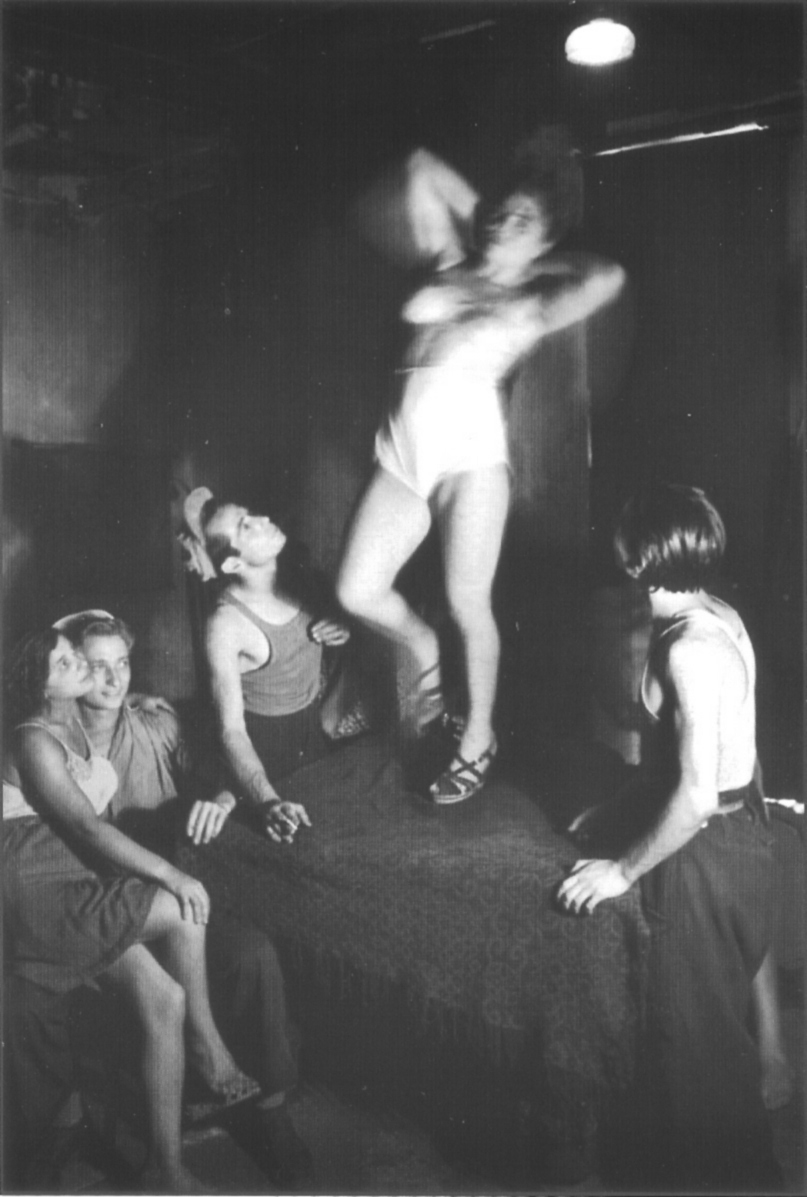
Un bordello, Napoli, 3 gennaio 1945.
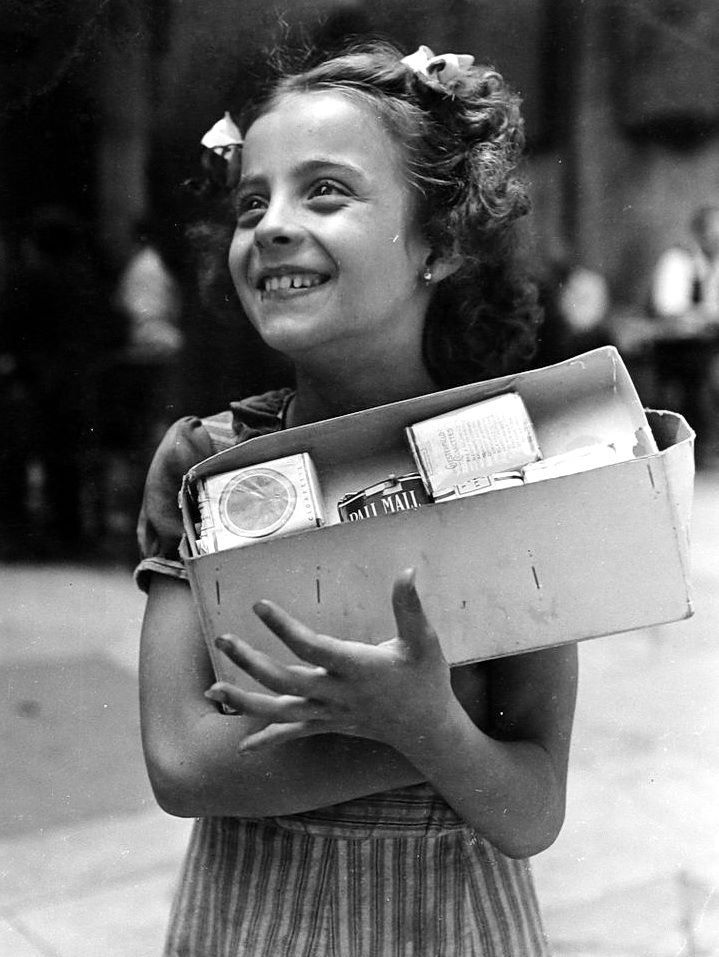
Angela vende le sigarette, Napoli, 10 marzo 1948.
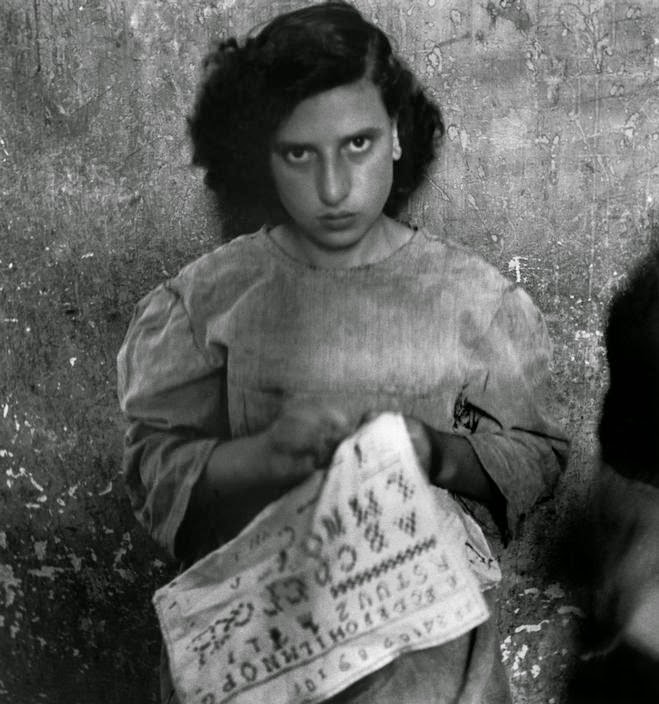
Una bambina abusata durante la guerra nel riformatorio minorile dell'Albergo dei Poveri, Napoli, 10 marzo 1948.
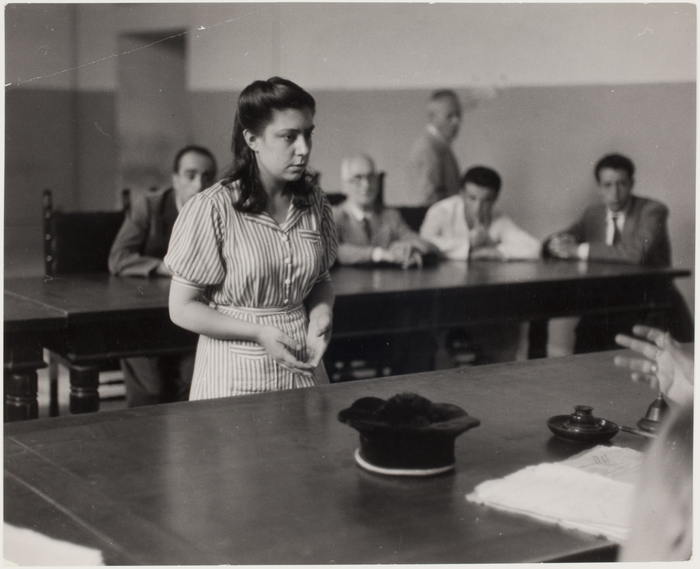
Una ragazza davanti al tribunale minorile presso l'Albergo dei Poveri, Napoli, 10 marzo 1948.